# Trunking
Thuật ngữ Trunking bắt nguồn từ công nghệ Radio và công nghệ điện thoại. Trong công nghệ radio, một đường Trunk là một đường dây truyền thông mà trên đó truyền tải nhiều kênh tín hiệu radio. Trong công nghiệp điện thoại, khái niệm thuật ngữ Trunking là kết hợp giữa đường truyền thông điện thoại hoặc các kênh điện thoại giữa hai điểm. Một trong các điểm có thể là một tổng đài. Ngày nay, nguyên lý trunking được chấp nhận sử dụng trong công nghệ mạng chuyển mạch. Một đường Trunk là kết nối vật lý và logic giữa 2 switch.
Trunking là đường dây nối giữa 2 switch để các vlan đi qua, để 2 switch nhận ra vlan nào đi qua bằng cách gắn số vào gói tin đi qua